# Pietro Sambi
Pietro Sambi (Ponte Uso di Sogliano, 27 giugno 1938 – Baltimora, 27 luglio 2011) è stato un arcivescovo cattolico italiano.

## Biografia

### Formazione
Entrò nel seminario vescovile della diocesi del Montefeltro; proseguì la formazione nel seminario regionale di Fano. Passò poi a Roma come alunno nel Pontificio Seminario Romano Maggiore.
Fu ordinato sacerdote il 14 marzo 1964 nella chiesa di San Paolo dell'Uso. Nel 1966 iniziò a frequentare i corsi propedeutici alla carriera presso la Pontificia Accademia Ecclesiastica proseguendo allo stesso tempo la sua formazione conseguì, oltre a quella in teologia, anche la laurea in diritto canonico. Suoi méntori furono i cardinali Agostino Casaroli e Achille Silvestrini.

### Attività diplomatica
Ottenuta anche la licenza in diplomazia ecclesiastica, nel 1969 entrò nel servizio diplomatico della Santa Sede. Successivamente ricoprì incarichi di rappresentanza in numerosi paesi di diversi continenti. Prestò servizio dapprima in Camerun; quindi venne destinato alla delegazione apostolica di Gerusalemme (1971) e alle nunziature apostoliche di Cuba (1974), Algeria (1978), Nicaragua (1979), Belgio (1981) e India (1984).
Il 10 ottobre 1985 fu nominato arcivescovo titolare di Belcastro e pro-nunzio apostolico in Burundi; ricevette la consacrazione episcopale il 9 novembre dello stesso anno per l'imposizione delle mani del cardinale Jozef Tomko, coconsacranti l'arcivescovo Cesare Zacchi ed il vescovo Giovanni Locatelli. In Burundi si dedicò all'opera di riconciliazione fra hutu e tutsi, nell'ambito degli scontri tribali che precedettero la sanguinosa guerra civile.
Nel 1991 fu nominato nunzio in Indonesia e affrontò la crisi di Timor Est successiva al Massacro di Dili, in cui la popolazione cattolica dell'isola che reclamava l'indipendenza fu trucidata dall'esercito indonesiano.
Successivamente, nel 1998, assunse l'incarico di rappresentante papale a Cipro e in Israele, nonché quello di delegato apostolico per Gerusalemme e la Palestina. Sambi fornì la mediazione che pose fine all'assedio alla Basilica della Natività, fra l'aprile e il maggio 2002. L'episodio avvenne durante la cosiddetta "seconda intifada" nell'ambito dell'Operazione Scudo difensivo lanciata dalle Forze di Difesa Israeliane. L'assedio alla Basilica della Natività durò dal 1º aprile al 22 maggio 2002, per un totale di 52 giorni. Fu ancora monsignor Sambi ad organizzare lo storico viaggio di Giovanni Paolo II in Palestina, nel marzo del 2000, il viaggio più importante durante il Giubileo.
Durante gli intensi anni di attività diplomatica non mancò di tornare una volta all'anno nella sua casa di Sogliano al Rubicone, per trascorrere un periodo di riposo nel mese di luglio.
Dal 17 dicembre 2005 fu nunzio apostolico per gli Stati Uniti d'America e osservatore permanente presso l'Organizzazione degli Stati Americani. Negli Stati Uniti si occupò di un caso delicato: quello dello scandalo pedofilia, tema che lo afflisse particolarmente, ma che affrontò con fermezza e delicatezza. Si ricordano la sua determinazione di indagare sugli episodi del passato dei candidati all'episcopato e il suo coraggio nell'affrontare gli interlocutori, a cui non risparmiava domande scomode e scontri veementi.
Il 27 luglio 2011 si spense a Baltimora all'età di 73 anni, per complicazioni in seguito a un delicato intervento chirurgico ai polmoni. Secondo Carlo Maria Viganò, morì a seguito di un banale intervento, in circostanze non chiarite e su di lui non fu mai eseguita l'autopsia.
Il sindaco del suo paese natale ha proposto di trasformare la sua casa natale in un centro per la pace.

## Genealogia episcopale
La genealogia episcopale è:
- Cardinale Scipione Rebiba
- Cardinale Giulio Antonio Santori
- Cardinale Girolamo Bernerio, O.P.
- Arcivescovo Galeazzo Sanvitale
- Cardinale Ludovico Ludovisi
- Cardinale Luigi Caetani
- Cardinale Ulderico Carpegna
- Cardinale Paluzzo Paluzzi Altieri degli Albertoni
- Papa Benedetto XIII
- Papa Benedetto XIV
- Papa Clemente XIII
- Cardinale Enrico Benedetto Stuart
- Papa Leone XII
- Cardinale Chiarissimo Falconieri Mellini
- Cardinale Camillo Di Pietro
- Cardinale Mieczysław Halka Ledóchowski
- Cardinale Jan Maurycy Paweł Puzyna de Kosielsko
- Arcivescovo Józef Bilczewski
- Arcivescovo Bolesław Twardowski
- Arcivescovo Eugeniusz Baziak
- Papa Giovanni Paolo II
- Cardinale Jozef Tomko
- Arcivescovo Pietro Sambi